# Algebraische Zahlentheorie
Die algebraische Zahlentheorie ist ein Teilgebiet der Zahlentheorie, die wiederum ein Teilgebiet der Mathematik ist.
Die algebraische Zahlentheorie geht über die ganzen bzw. rationalen Zahlen hinaus und betrachtet algebraische Zahlkörper, das sind endliche Körpererweiterungen der rationalen Zahlen. Elemente von Zahlkörpern sind Nullstellen von Polynomen mit rationalen Koeffizienten. Diese Zahlkörper enthalten den ganzen Zahlen analoge Teilmengen, die Ganzheitsringe. Ganzheitsringe sind Dedekindringe und verhalten sich in vieler Hinsicht wie der Ring der ganzen Zahlen, aber manche Eigenschaften nehmen eine etwas andere Form an. Beispielsweise gibt es im Allgemeinen keine eindeutige Zerlegung in Primzahlen mehr, sondern nur noch in Primideale. 
Die algebraische Zahlentheorie beschäftigt sich weiterhin mit dem Studium algebraischer Funktionenkörper über endlichen Körpern, deren Theorie weitgehend analog zur Theorie der Zahlkörper verläuft. Algebraische Zahl- und Funktionenkörper werden unter dem Namen „globale Körper“ zusammengefasst.
Oftmals stellt es sich als fruchtbar heraus, Fragen „lokal“, also für jede Primstelle einzeln zu betrachten (Lokal-Global-Prinzip). Dieser Vorgang führt im Fall der ganzen Zahlen zu den p-adischen Zahlen, allgemeiner zu lokalen Körpern.

## Weiterführende Begriffe
- Globaler Körper
- Lokaler Körper
- Klassenkörpertheorie